# 出渕賢史
出渕 賢史（でぶち まさし、1990年5月30日 - ）は、ジャパンラグビーリーグワンクリタウォーターガッシュ昭島に所属するラグビー選手。

## プロフィール
- 岡山県出身[1]。
- ポジションはプロップ(PR)。
- 身長 177 cm、体重 112 kg
- ニックネームはぶっさん。
- U20日本代表候補に選ばれたことがある[2]。

## 来歴
ラグビーを始めたきっかけは幼少期から体重があったことから。
2009年、関西高校卒業後、帝京大学に入る。
2013年、帝京大学卒業後、豊田自動織機シャトルズ(現・豊田自動織機シャトルズ愛知)に加入。同年9月28日に行われたジャパンラグビートップリーグ第4節の神戸製鋼コベルコスティーラーズ戦に途中出場で公式戦初出場を果たした。
2018年、栗田工業ウォーターガッシュ(現・クリタウォーターガッシュ昭島)に加入。